# أغسطس هووبر
أغسطس هووبر هو سياسي كندي، ولد في 1815، وتوفي في 30 ديسمبر 1866.